# Adalberto Terceros
Adalberto Terceros Mendívil (Santa Cruz de la Sierra, 23 de abril de 1891-Llanos de Chiquitos, 4 de noviembre de 1940) fue un abogado, político, periodista y pensador católico boliviano. Estudió Derecho en la Universidad Mayor de San Andrés (UMSA) de la ciudad de La Paz. Fue profesor escolar en algunas instituciones educativas de Santa Cruz y docente en la actual Universidad Autónoma Gabriel René Moreno (UAGRM).
Formó parte del Partido Republicano Genuino, liderado por Daniel Salamanca Urey, y colaboró en las gestiones para perfeccionar la infraestructura del departamento de Santa Cruz y su conexión con el resto de Bolivia. Mantuvo también una intensa actividad de servicio a la sociedad, mediante la cual fundó, integró y dirigió diversas instituciones regionales, deportivas y religiosas que influyeron mucho en la región cruceña.

## Biografía
Nació el 23 de abril de 1891 en la ciudad boliviana de Santa Cruz de la Sierra. Sus padres fueron Don Manuel Esteban Terceros Sejas (hijo de Juan de la Cruz Terceros Vásquez y Juliana Sejas Almentres) y Doña Petrona Mendívil Sandoval (hija de Elías Mendivil Molina y María Luisa Sandoval Rojas).
Como padrinos de bautizo, Adalberto tuvo al presbítero Juan de Dios Velarde y la señora Dolores Gutiérrez viuda de Gutiérrez. Los hermanos de Adalberto de parte de ambos padres fueron Carlos, Manuela, Leocadia, Felipe, María Livoria, Evangelina, Marcelina, Petronila, Isabel Cristina, Pedro Segundo y Froilán; solo de parte de padre tuvo como hermano a Ángel Terceros Durán.

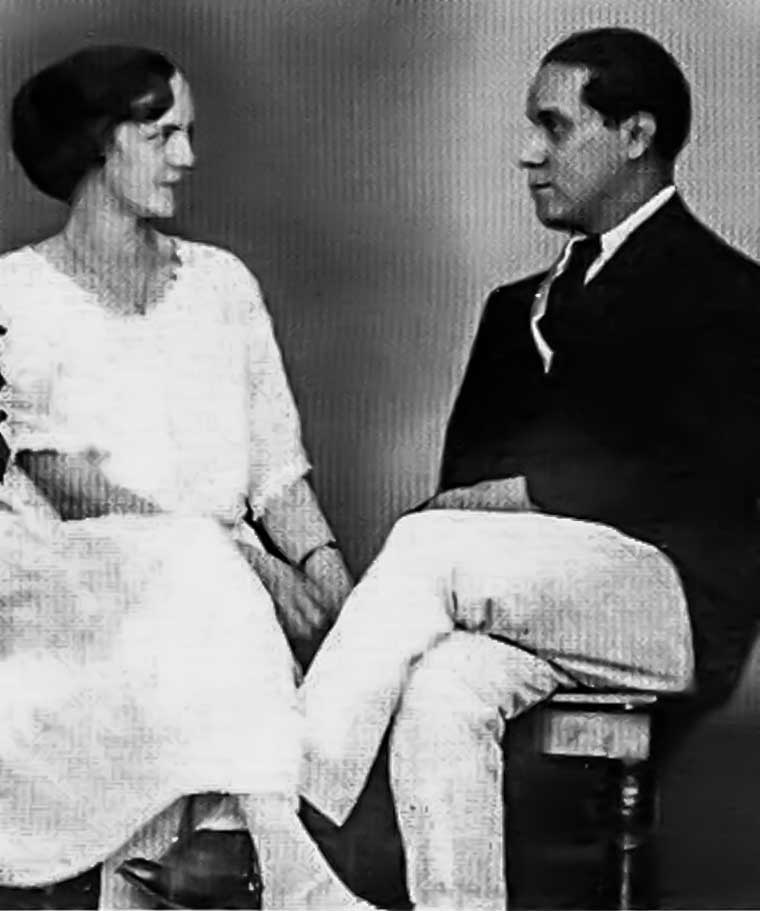
Adalberto Terceros Mendívil y Josefina Banzer Aliaga intercambiando miradas en los festejos de su boda, 22 de octubre de 1922.

Se graduó como bachiller en 1908 del Colegio Seminario Sagrado Corazón de Jesús. Más adelante, se licenció como abogado en la Universidad Mayor de San Andrés el 30 de mayo de 1914.
Adalberto se casó con Josefina Banzer Aliaga y ambos tuvieron como hijos a Adalberto, Carlos, Marcelo, Mario, Josefina, David y Carmen. Falleció el 4 de noviembre de 1940 en un trágico accidente de aviación.

## Actividad académica
En 1909, Terceros comenzó a ejercer funciones como profesor del Colegio Seminario ‘Sagrado Corazón de Jesús’, institución en la cual enseñó Historia General y de Bolivia a partir de 1916. Al año siguiente, se lo designó vicedirector y administrador del colegio. Desde 1911, enseñó también en el Colegio ‘Rafael Peña’.
De 1918 a 1920, fungió como catedrático de Economía Política en la Facultad de Derecho de la Universidad Autónoma Gabriel René Moreno, misma de la que fue rector desde julio hasta octubre de 1920. Una vez concluida la guerra del Chaco (1932-1935), continuó con la docencia en la UAGRM en las asignaturas de Economía Política y Finanzas y Derecho Mercantil, dentro de la Facultad de Derecho entre 1935 y 1939, misma de la cual llegó a ser decano en 1936. Precisamente, mientras ejercía este cargo, dirigió las protestas de 1936 contra el decreto de cancelación de la autonomía de la Universidad ‘Gabriel René Moreno’.
En 1937, se lo designó consejero del Instituto Gregg School, que se dedicaba a la enseñanza comercial.

## Actividad política
Terceros formó parte del Partido Republicano Genuino, facción del Partido Republicano liderada por el futuro presidente Daniel Salamanca Urey. Originalmente, el Partido Republicano era una facción del Partido Liberal separada del mismo en 1914 y dirigida inicialmente por Salamanca, Bautista Saavedra Mallea, José Manuel Pando, José María Escalier y Hernando Siles.
Los republicanos se guiaban por principios conservadores y moderados. Además, discrepaban con ciertas medidas y principios de los liberales que consideraban muy inmorales. Sin embargo, hubo serias discrepancias con Saavedra, por lo cual Terceros se sumó al grupo republicano de Salamanca.
A fines de 1919, Terceros fue designado en el Partido Republicano como secretario y delegado del Comité Ejecutivo Nacional en el Oriente. Poco después, fungió como Diputado Convencional por Santa Cruz de la Sierra para el periodo 1920-1922 y el mismo cargo ejerció en el periodo 1923-1927.

## Gestión departamental
Terceros ejerció como secretario de la Prefectura de Santa Cruz en el periodo 1914-1915, durante la gestión del Doctor Saúl Serrate. Además, fue munícipe y presidente del Concejo Municipal de Santa Cruz de la Sierra en el periodo 1923-1924. Años más tarde, llegó a ser prefecto del departamento cruceño entre 1931 y 1933.
Como prefecto, promovió la defensa de los recursos naturales y monetarios departamentales, gracias a lo cual logró que el 10% del impuesto de alcoholes y aguardientes permanezca en el Tesoro Departamental.
En 1931, se lo nombró como delegado de la Dirección General de Abastecimiento del Ejército en Santa Cruz. Más adelante, fue reemplazado en el cargo por el general Federico Román. Posteriormente, con la salida del general Román, Terceros fue requerido otra vez para la Dirección desde noviembre de 1933 hasta marzo de 1934. Desde ese mes y hasta marzo de 1935, ejerció el cargo de administrador de la Renta e Impuestos Internos.
El 29 de agosto de 1938, el presidente Germán Busch le confió el cargo de subtesorero nacional en Santa Cruz. El 22 de marzo de 1939, fue designado también por el presidente Busch como superintendente de la Comisión Mixta Boliviano-Brasileña para la construcción del ferrocarril Corumbá-Santa Cruz. Este es el cargo que desempeñaba Terceros cuando murió trágicamente en el accidente del avión «Juan del Valle».

## Diplomacia, actividad institucional y social
En enero de 1928, el Ministerio de Relaciones Exteriores de Francia designó a Terceros como agente consular en Santa Cruz, cargo que ejerció hasta su muerte.
Hombre con inquietudes de servicio social, en 1917, fundó el Centro Obrero Republicano en la ciudad de Santa Cruz. Desde ahí, creó la primera escuela nocturna para los trabajadores en el departamento cruceño. Asimismo, formó parte de la revolución cruceña del 1 de julio de 1924, en la que se protestó contra los abusos del gobierno de Bautista Saavedra.
Terceros llegó a ser impulsor y primer presidente del Comité de Obras Públicas, desde 1932 hasta 1933. Entre 1931 y 1933, fungió como presidente del Comité Pro Vialidad al Norte, institución que pretendía conectar a Santa Cruz con el Beni y Pando.
En 1918, se lo nombró tesorero del Comité Pro Ferrocarril Cochabamba-Santa Cruz. Un par de años después, fue socio fundador del Club Social ‘24 de septiembre’.
Entre 1920 y 1921, Terceros fungió como secretario de la Cámara de Comercio de Santa Cruz. En 1923, instaló un bufete de abogados con Rodolfo Landívar y Rubén Terrazas.
Llegó a ser también socio fundador de la Federación de Boxeo, y tomó parte en la reorganización de su directorio en 1924. Fue presidente honorario de las Sociedades Obreras «24 de Septiembre» y «12 de Octubre».
El 13 de mayo de 1931, se lo designó presidente honorario del «Franco Jugadores Football Club». En 1936, ejerció como conjuez de la Corte Superior de Justicia de Santa Cruz.
Terceros fue miembro de la primera directiva del Rotary Club de Santa Cruz, y ejerció funciones como su secretario en 1937 y presidente en 1939.

## Actividad religiosa
En 1919, Terceros se sumó como miembro a la Junta Impulsora de la Obra de la Catedral, que logró refaccionar partes sustanciales de la iglesia principal cruceña. Llegó también a ser síndico de la Congregación ‘Hijas de Santa Ana’.
El 31 de octubre de 1936, se nombró a Terceros como síndico apostólico del Hospicio de Santa Cruz y del Vicariato Apostólico de Chiquitos de la Orden Franciscana.
El 4 de mayo de 1940, cuando se enteró de la reorganización del Comité Pro Monumento al monseñor Santistevan, a quien consideraba su «inigualado mentor y guía», donó Bs 1000 para esta institución. El grupo aspiraba a erigir una estatua en homenaje al obispo cruceño Don José Belisario Santistevan Seoane, recientemente fallecido en aquel entonces.

## Actividad periodística
En 1918, Terceros inició como periodista, teniendo a su cargo la sección editorial del periódico La Democracia. Su labor periodística tuvo como norte el ideal cruceño de lograr la conexión ferrocarrilera.
Fue propietario del periódico La Ley y sostuvo su publicación desde 1920 hasta 1924. Como dueño de ese medio de comunicación, designó como director al Dr. Adolfo Flores y como administrador a Raúl Antelo Araúz como administrador. Fueron también directores de La Ley otras personalidades importantes de Santa Cruz, como el Dr. Guillermo Velasco, el Dr. Roque Ribera y el Dr. Rodolfo Landívar.
Además, Terceros colaboró en el diario La Unión, el Diario Popular del obispo Andrés Avelino Costas, El Tiempo del Dr. Lucas Saucedo Sevilla y El Ferrocarril, entre otros.
En ocasiones, Terceros escribía con seudónimos, siendo entre los más frecuentes el de Roberto de Carestal. En el Diario Popular, mantuvo una columna anónima de comentarios sociales y políticos llamada «Pero no diga que yo se lo dije».

## Gestiones por el ferrocarril
El 31 de mayo de 1922, el gobierno de Bautista Saavedra suscribió el ‘empréstito Nicolaus’, que consistió en un préstamo de $us 29 millones con la empresa Stifel-Nicolaus Investment y Co. El dinero iba a utilizarse en construir el ferrocarril Potosí-Sucre, y parte de la garantía la conformaban los fondos del Banco de la Nación, donde se incluían los aportes cruceños para la construcción del ferrocarril que una a la ciudad de Santa Cruz con Cochabamba.
En este marco, el descontento contra el gobierno de Saavedra se plasmó en una serie de protestas denominadas «¡Ferrocarril o Nada!». Consecuentemente, Don Adalberto Terceros propuso en diciembre de ese mismo año un proyecto de ley que incorporaba algunos temas prioritarios para debatirse en la legislatura: presupuesto nacional, examen de la cuenta del estado de sitio, examen del estado hacendario de la república con relación a la deuda externa, la renuncia colectiva de los mandatos de los parlamentarios para la renovación legislativa en mayo de 1923, y leyes de ferrocarriles y colonización.
Si bien el proyecto no logró su aprobación congresal, significó una protesta importante contra el régimen saavedrista, que para entonces ya era considerado obstáculo de las aspiraciones cruceñas. Las manifestaciones de descontento empezaron con la llegada al poder de Saavedra, cuyo gobierno había anunciado en 1921 la construcción de una carretera en vez de línea férrea.

En 1923, luego de una notoria incertidumbre acerca de la administración de los fondos públicos y denuncias de malversación de fondos del ferrocarril, Terceros interpeló al gabinete del presidente Saavedra, afirmando lo siguiente mediante el congreso: 
Hace cinco años que los esfuerzos y aspiraciones de los pueblos orientales se han condensado en una frase: ferrocarril o nada, y esa frase sencilla en su contextura y fuerte en su significado mantiene a los pueblos del departamento, empezando por su capital con 25 000 habitantes, en un estado de resignación que pasma, pues viven sin más luz que la del sol, sin más agua que la de las lluvias y sin más grito que ese: ferrocarril o nada.
El gobierno reaccionó ante tal interpelación ofreciendo a Terceros distintos cargos públicos, como los Ministerios de Instrucción y de Fomento, la prefectura de Santa Cruz, y el puesto de encargado de negocios de la embajada boliviana en Colombia. El abogado cruceño rechazó esas propuestas y decidió continuar con su oposición.
El 10 de febrero de 1923, el ministro Adolfo Flores, muy amigo de Adalberto Terceros, le pidió tener una reunión privada urgente. Flores le señaló que el presidente lo invitaba a ser agente financiero de Bolivia en Europa y Estados Unidos para la construcción del ferrocarril Santa Cruz-Cochabamba. El Dr. Terceros rechazó el cargo, debido a que no se habían dado las condiciones necesarias para garantizar que el gobierno cumpla con la construcción del ferrocarril; por ejemplo, la condición de devolver a los cruceños los recursos recaudados por ellos.
En mayo de 1923, Terceros y su amigo Pablo E. Roca presentaron su candidatura para el periodo legislativo 1923-1926. Mientras Roca encabezaba la lista para senadores, Terceros lo hacía para la de diputados. Los rivales de ambos eran los candidatos liberales y republicanos populares o gubernistas.
Terceros consiguió ser el diputado con más votos y Roca ganó dos veces más votos que el segundo candidato en senadores. Luego de estas elecciones, en junio del mismo año, el gobierno dictó estado de sitio otra vez. Para esta ocasión, el gobierno tenía elementos infiltrados en el Centro Obrero y se aseguró de que la institución no cuente con opositores; por este motivo, el Centro atacaba diariamente a Terceros y a Roca.
En el marco de la represión nacional, el gobierno mandó a detener y expulsar a Godofredo Aguilera y Eduardo Peña, periodistas del diario liberal El Oriente. En agosto del mismo año, Ángel Rodríguez, prefecto de Santa Cruz, emitió una orden para detener a Rodolfo Landívar, director del periódico La Ley, propiedad del Dr. Terceros.
Muchos cruceños protestaron contra este atropello, por lo cual el prefecto Rodríguez canceló la orden de detención. Ante tal panorama, Terceros volvió de La Paz a Santa Cruz para lograr un acuerdo con los grupos opositores y conformar un frente común que venza al gobierno electoralmente.

## Trágica muerte
Cuando Terceros formaba parte de la Comisión Mixta Boliviano-Brasileña, se lo designó junto a otras personalidades importantes del departamento cruceño para asistir a un evento muy importante. En este sentido, él y 10 personas más viajaron el 4 de noviembre de 1940 en un avión Junker JB52 de la empresa Lloyd Aéreo Boliviano (LAB) desde Santa Cruz de la Sierra hasta la ciudad brasileña de Corumbá, haciendo escala en Roboré.
El objetivo del viaje era sentar presencia en la inauguración de las obras del ferrocarril Corumbá-Santa Cruz, el cual se concluiría más adelante en la década de 1950 y uniría a la urbe cruceña con el Brasil. Entre los pasajeros se encontraba también Don Sócrates Barba, quien se dirigía hacia Puerto Suárez para posesionarse como Delegado Nacional en el Oriente.
El avión Junker se llamaba «Juan del Valle» en honor a un explorador español del mismo nombre que buscaba el mineral de la plata en el siglo XVI en el territorio boliviano. Fue uno de los dos aviones de fabricación alemana que donó al Ejército boliviano el empresario minero Simón I. Patiño para transporte militar, contribuyendo así al combate contra el Paraguay en la guerra del Chaco, desde junio de 1932. Después de cumplir con su servicio en la guerra, ambos motorizados se transfirieron al LAB.
El avión partió del aeropuerto cruceño a las cuatro de la tarde del día 4 de noviembre, con decisión tomada por el LAB, sin informes meteorológicos seguros ni un certero conocimiento de las condiciones climáticas del lugar de destino. Según informes posteriores, fue entre las 19:00 y 19:30 horas. que el avión se estrelló en el bosque espeso chiquitano poco antes de llegar a su lugar de destino y mucho después de haber hecho su primera escala. Antes de chocar, dio varias vueltas para reconocer el terreno desconocido.
Recién catorce meses después, el avión fue encontrado en muy malas condiciones, cerca de San Ignacio de Velasco. Mediante reconocimiento de familiares y peritajes especializados, se reconoció a los cuerpos de los fallecidos, los cuales fueron trasladados a Santa Cruz; excepto el del brasileño, que se envió hasta Corumbá.
Junto a Terceros Mendivil, fallecieron:
- Coronel Jenaro Blacutt, prefecto del departamento de Santa Cruz
- Dr. José Agustín Saavedra Rivero, alcalde de Santa Cruz
- Dr. Rómulo Herrera Justiniano, rector de la Universidad Gabriel René Moreno
- Blanca Catera de Herrera, esposa del anterior, escritora y directora del periódico La Nación
- Agustín Landívar Zambrana, contralor departamental
- Dr. Sócrates Barba Caballero, exjuez de Vivienda
- Victoria de Lazarte
- Salomón Aponte
- Ing. José Dolavela, de nacionalidad brasileña
- Lucio Parada, mensajero de la Prefectura
- George Jüterbock, piloto alemán
- Lothar Reck, mecánico
- Ángel Arellano, radiooperador

## Pensamiento
El Dr. Adalberto Terceros Mendívil sostenía ideales republicanos y democráticos, lo cual lo movió a diversas actividades al servicio del país. Ayudó a fundar muchas instituciones en Santa Cruz y cooperó fuertemente con la Iglesia Católica en obras sociales y caritativas.
Defendió también los intereses regionales de Santa Cruz, que se centraban en aspiraciones de progreso material. El departamento cruceño necesitaba servicios básicos de energía eléctrica, agua potable y luz, con los cuales todavía no contaba en la primera mitad del siglo.

## Conferencias
- «El estado. Su concepto, origen, desarrollo y fines. El Moderno Estado de Cultura». Conferencia ofrecida por el Centro de Propaganda Intelectual a los centros obreros de la ciudad y leída en el salón de honor de la UMSA. 5 de julio de 1913.
- «De los Bancos. Su origen y desarrollo. Operaciones a las que se dedican. El billete de Banco. Bancos de emisión». Disertación leída en el salón de la UMSA. Al rendir el examen para obtener su título de abogado, en septiembre de 1913.
- «La Liga de las Naciones y la situación internacional de Bolivia». Conferencia leída en el Centro de Abogados Jóvenes, Santa Cruz, 5 de enero de 1919.

## Frases
- «La libertad es buena, la tolerancia mejor, pero el carnaval que ambas cosas exagera, es aún superior».
- «No está bien tanto romanticismo en una época de tan crudo positivismo como es esta».
- «La patria es ante todo, sobre todo, la vibración de un espíritu amplio y generoso que repite a través del tiempo y del espacio los idealismos de aquellos criollos y capitanes sacrificados por la libertad».
- «¡Al fin! Parece que no estamos solos en soñar un porvenir grande para estas tierras cálidas del Oriente. Cada correo que viene trae una nota aislada del himno grandioso que la patria preludia para saludar el día de nuestra definitiva incorporación a la nacionalidad. Son los huéspedes que ayer pasaron por nuestros lares los primeros en romper el silencio que la angustia de una larga agonía impone al cuerpo macilento de esta ciudad antes confiada y ahora escéptica. Siendo esas voces sinceras, su eco repercutirá en todos los ámbitos y quizás salvándonos se salvará la patria desorientada y doliente».